# Henry Paul Jordan

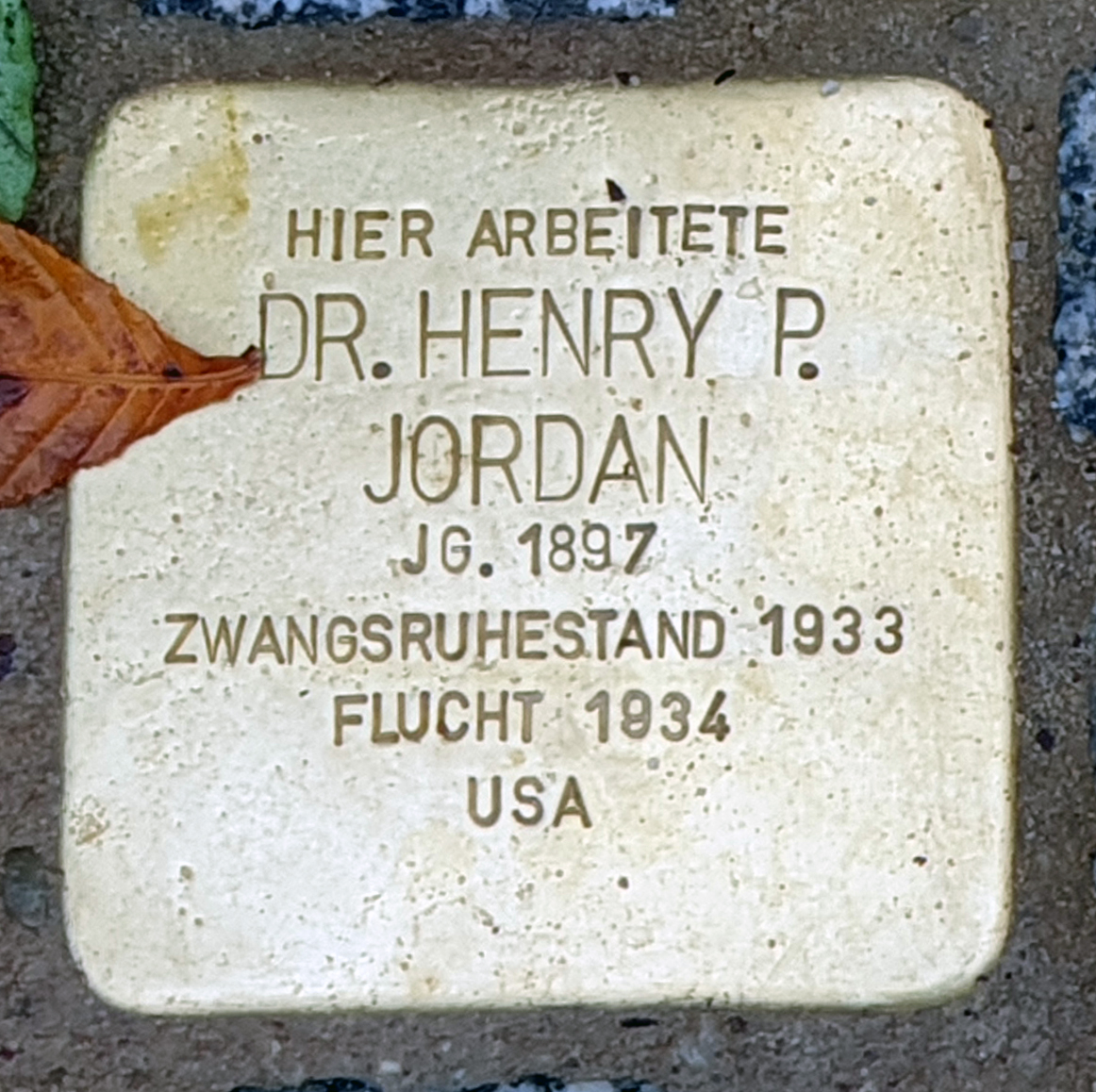
Stolperstein am Haus, Wilhelmstraße 92, in Berlin-Mitte

Henry Paul Jordan (geboren 4. September 1897 in Frankfurt am Main; gestorben 6. Oktober 1983 in Freiburg im Breisgau) war ein deutsch-amerikanischer Diplomat.

## Leben
Heinrich Paul Jordan war ein Sohn des preußischen Berufssoldaten und Majors Paul Jordan und der Henriette Hanau. Er besuchte das Fichte-Gymnasium in Berlin, das Gymnasium in Elberfeld und das Friedrich-Wilhelms-Gymnasium in Köln. Er wurde nach dem Abitur Ende 1915 Soldat im Ersten Weltkrieg und war zwei Jahre in britischer Kriegsgefangenschaft. Er studierte Philosophie, Geschichte und Ökonomie in Bonn, Freiburg, Berlin, Paris und Grenoble und wurde 1925 in Berlin promoviert.
Jordan schlug die diplomatische Laufbahn ein und legte 1928 die diplomatisch-konsularische Prüfung ab. Er war in Memel, Stockholm, Bogota eingesetzt und ab 1930 als Vizekonsul in New York. Seit 1932 war er mit der Philologin Irene Brandt verheiratet, der Komponist Paul Jordan (1939–2015) und der Journalist Don F. Jordan (1941–2023) sind ihre Kinder.
Nach der Machtübergabe an die Nationalsozialisten wurde Jordan im September 1933 in den Ruhestand versetzt. Er ging wieder in die USA und wurde 1934 Assistant Professor am Carleton College / Minnesota und war von 1937 bis 1949 Assistant Professor an der New York University. 1940 erhielt er mit seiner Familie die amerikanische Staatsbürgerschaft.
1950 kehrte Jordan nach Deutschland zurück und war zunächst Lehrbeauftragter für Politische Wissenschaft an der Universität Marburg und an der Landwirtschaftlichen Hochschule in Gießen. Er wurde 1952 wieder in den Diplomatischen Dienst der Bundesrepublik Deutschland aufgenommen. 1953 wurde Jordan zum deutschen Gesandten auf Kuba ernannt, von 1954 bis 1959 war er dort Botschafter. Von 1960 bis 1962 war er deutscher Generalkonsul in Amsterdam.
1961 erhielt er das Große Bundesverdienstkreuz.
Am 5. November 2021 wurde vor dem ehemaligen deutschen Außenministerium, Berlin-Mitte, Wilhelmstraße 92, ein Stolperstein für ihn verlegt.